# Rinpoche
Rinpoche (in grafia tibetana: རིན་པོ་ཆེ, rin po che, col significato di "prezioso", "quello prezioso"; lett.:  རིན, rin = "valore"/  ཆེ, che = "grande"/  པོ, po= "quello", quindi "di grande valore", "prezioso"), è, in lingua tibetana, un titolo onorifico di carattere religioso impiegato nel buddismo tibetano per appellare i trülku, i lama incarnati, o comunque tutti coloro riconosciuti come "lama di fiducia" o a cui è concessa una grande stima.

## Rinpoche rinomati
In Tibet e Bhutan, quando si usa come "Guru Rinpoche" vuole significare Padmasambhava, colui il quale per primo è considerato come portatore del Buddismo tibetano nel territorio dell'Himalaya. Quando si utilizza invece come "Je Rinpoche", si riferisce generalmente a Je Tsongkhapa, il fondatore della scuola Gelug.